# A Touch on the Rainy Side
| Recensione       | Giudizio |
| ---------------- | -------- |
| AllMusic         | [ 2 ]    |
| Robert Christgau | C-       |

A Touch on the Rainy Side è un album discografico di Jesse Winchester, pubblicato dall'etichetta discografica Bearsville Records nel settembre del 1978.

## Tracce

### LP
Lato A
Testi e musiche di Jesse Winchester, eccetto dove indicato.
1. A Touch on the Rainy Side – 3:53
2. A Showman's Life – 3:46
3. Sassy – 3:15
4. Candida – 3:21 (Toni Wine, Irwin Levine)
5. High Ball – 3:12

Lato B
Testi e musiche di Jesse Winchester.
1. Little Glass of Wine – 4:46
2. Holly – 3:47
3. Wintry Feeling – 5:09
4. Just Now It Feels So Right – 3:02
5. I'm Looking for a Miracle – 4:11

## Musicisti
- Jesse Winchester - voce, tastiere
- David Briggs - tastiere, arrangiamento strumenti a corda
- Shane Keister - tastiere, arrangiamento strumenti a corda
- Steve Gibson - chitarra
- Bobby Thompson - chitarra
- John Goin - chitarra
- Roger Williams - sassofono soprano, sassofono tenore
- Dennis Solee - sassofono tenore, sassofono baritono
- Lloyd Barry - tromba
- Terry Williams - trombone
- The Shelly Kurland Strings - strumenti a corda
- Jack Williams - basso, arrangiamento strumenti a corda
- Larrie Londin - batteria
- Kenny Buttrey - batteria
- Farrell Morris - percussioni
- Jamie Nichol - congas
- Edward Fusty - cori di sottofondo
- Calvin Fusty - cori di sottofondo
- Borchard Teel - cori di sottofondo
- Sheri Kramer - cori di sottofondo
- Liza Silver - cori di sottofondo
- Diane Tidwell - cori di sottofondo
- Peter Byrd - cori
- Vertrelle Cameron - cori
- Joy Cannon - cori
- Janet Harley - cori
- Cynthia Johnson - cori
- Jerome McLeudon - cori
- Carole Strong - cori
- Sherman Tribble - cori
- Legoria Vernon - cori
- Kevin Williams - cori

Note aggiuntive
- Norbert Putnam - produttore
- Registrazioni effettuate al Quadrafonic Studios di Nashville, Tennessee (Stati Uniti)
- Marty Lewis - ingegnere delle registrazioni
- Jimmy Stroud e Kenny Kopp - assistenti ingegnere delle registrazioni
- Sanchez Harley - arrangiamento strumenti a fiato
- Patrick Molloy - artwork copertina album
- Amie Naiditch - art direction copertina album
- Gribbitt! - design copertina album
- Norman Seeff - foto copertina album[4]

## Classifica
Album
| Anno | Classifica    | Posizione raggiunta |
| ---- | ------------- | ------------------- |
| 1978 | Billboard 200 | 156                 |